# Serghei Țvetcov
Serghei Țvetcov (ur. 29 grudnia 1988 w Kiszyniowie) – mołdawski kolarz szosowy, od 2014 roku reprezentujący Rumunię.

## Najważniejsze osiągnięcia
2008
- 3. miejsce w mistrzostwach Mołdawii (jazda ind. na czas)

2009
- 4. miejsce w Romanian Cycling Tour
- 1. miejsce w mistrzostwach Mołdawii (jazda ind. na czas)

2010
- 2. miejsce w mistrzostwach Mołdawii (jazda ind. na czas)
- 3. miejsce w mistrzostwach Mołdawii (start wspólny)

2014
- 1. miejsce na 3. etapie Tour of the Gila
- 3. miejsce w USA Pro Cycling Challenge
- 3. miejsce w Tour de Beauce

2015
- 1. miejsce w mistrzostwach Rumunii (jazda ind. na czas)
- 1. miejsce w mistrzostwach Rumunii (start wspólny)
- 3. miejsce w Sibiu Cycling Tour
- 3. miejsce w Tour of Szeklerland
  - 1. miejsce na etapie 3a

2016
- 1. miejsce w mistrzostwach Rumunii (jazda ind. na czas)
- 5. miejsce w Tour of Bihor-Bellotto

2017
- 2. miejsce w Colorado Classic
  - 1. miejsce na 3. etapie
- 2. miejsce w Tour of the Gila
- 3. miejsce w Tour of Utah
- 5. miejsce w Cascade Cycling Classic

2021
- 2. miejsce w Dookoła Rumunii

2022
- 3. miejsce w mistrzostwach Rumunii (start wspólny)

2023
- 2. miejsce w mistrzostwach Rumunii (jazda ind. na czas)
- 1. miejsce w mistrzostwach Rumunii (start wspólny)

## Rankingi
| Rok              | 2007 | 2008 | 2009 | 2010 | 2011 | 2012 | 2013 | 2014 | 2015 | 2016 | 2017 | 2018 | 2019 | 2020 | 2021 | 2022 | 2023  |
| ---------------- | ---- | ---- | ---- | ---- | ---- | ---- | ---- | ---- | ---- | ---- | ---- | ---- | ---- | ---- | ---- | ---- | ----- |
| World Ranking    |      |      |      |      |      |      |      |      |      | 656. | 158. | 137. | 286. | 213. | 266. | 866. | 1001. |
| UCI Europe Tour  | 645. | 812. | 447. | 555. | -    | -    | -    | -    | 119. | 413. | -    | 757. | 233. | 177. | 226. | 648. | 711.  |
| UCI Asia Tour    | -    | -    | -    | -    | -    | -    | -    | 350. | -    | 575. | 190. | 16.  |      |      |      |      |       |
| UCI America Tour | -    | -    | -    | -    | -    | -    | 207. | 6.   | 377. | -    | 1.   | 3.   |      |      |      |      |       |
|                  |      |      |      |      |      |      |      |      |      |      |      |      |      |      |      |      |       |
| Źródło: UCI      |      |      |      |      |      |      |      |      |      |      |      |      |      |      |      |      |       |